# Sciophila impar
Sciophila impar är en tvåvingeart som beskrevs av Oskar Augustus Johannsen 1910. Sciophila impar ingår i släktet Sciophila och familjen svampmyggor. Inga underarter finns listade i Catalogue of Life.